# 磯田勉
磯田 勉（いそだ つとむ 1962年 - ）は、日本の映画ライター、映画評論家。福岡県出身。主に昭和の日本映画について「映画秘宝」「映画芸術」などに執筆。

## 共著・編著
- 清順スタイル 磯田勉 編 ワイズ出版 2001
- 川島雄三乱調の美学 磯田勉 編 ワイズ出版 2001
- 清/順/映/画 鈴木清順 述,磯田勉, 轟夕起夫 編 ワイズ出版 2006

## 編集協力
- 日本映画は生きている 岩波書店 2010
- わが人生 わが日活ロマンポルノ　小沼勝 著　国書刊行会　2012